# Джефф Г'юджилл
Джефф Г'юджилл (англ. Geoff Huegill, 4 березня 1979) — австралійський плавець.
Призер Олімпійських Ігор 2000 року, учасник 2004 року.
Чемпіон світу з водних видів спорту 1998, 2001 років, призер 2011 року.
Чемпіон світу з плавання на короткій воді 1997, 1999, 2002 років.
Переможець Кубку світу з плавання 1998, 1999, 2000, 2001, 2002, 2003, 2011 років, призер 2005, 2009 років.
Призер Пантихоокеанського чемпіонату з плавання 1999, 2002, 2010 років.
Переможець Ігор Співдружності 1998, 2002, 2010 років.